# Thảm sát tiệc cưới Bilge
Vụ thảm sát tiệc cưới tại Bilge là mộc cuộc tấn công thảm sát nhằm vào một bữa tiệc đám cưới nơi có ít nhất 44 người bị giết ngày 5 tháng 5 năm 2009, ở làng Bilge, Tỉnh Mardin, Thổ Nhĩ Kỳ; ít nhất 10 người khác cũng bị thương trong thảm kịch.

## Tấn công
Theo người làng, vụ thảm sát đẫm máu có thể có liên quan đến một mâu thuẫn nào đó giữa các gia đình, thậm chí là một mối thù máu. 4 kẻ bịt mặt đến từ 4 hướng khác nhau đã ném lựu đạn và sau đó nã súng máy tấn công vào đám đông khi thầy tế đang làm các thủ tục của hôn lễ. Hai cô gái thoát chết vì được che lấp bởi xác của những người bạn khác. Vụ tấn công vào ban đêm xảy ra trong đám cưới của một chức sắc trong làng. Một số tờ báo đưa tin rằng mối hận thù giữa các gia đình đã dẫn tới vụ thảm sát tại khu vực mà đôi khi "luật làng" cao hơn cả "phép nước".
Theo hai cô gái còn sống sót, ít nhất có hai người đàn ông đeo mặt nạ tấn công vào ngôi nhà nơi lễ cưới đang diễn ra. "Chúng đột nhập vào nhà, nã đạn vào tất cả mọi người. Tất cả đều đeo mặt nạ", một cô gái nói. Hai cô may mắn nằm dưới xác của những người bạn khác cho đến khi cuộc tấn công kết thúc. Theo một nữ nhân chứng 18 tuổi, những kẻ tấn công ra lệnh cho mọi người tập trung vào một căn phòng và nổ súng vào tất cả. Vụ thảm sát kéo dài 15 phút. Ahmet Can, người có cháu bị chết trong thảm họa nói: "Cảnh tượng thật kinh hoàng. Không thể tin vào mắt mình".
Những kẻ tấn công trốn thoát vào bóng tối và một trận bão cát xảy ra ở khu vực đã khiến việc truy bắt những tên này không thành công. Nhưng kênh tin tức Haberturk lại cho rằng những kẻ tấn công đã lùa phụ nữ và trẻ em vào một phòng sau đó nã đạn vào người họ. Các binh lính Thổ Nhĩ Kỳ phong tỏa hiện trường xảy ra vụ việc và phát động một chiến dịch truy lùng gắt gao những kẻ đã tấn công vào đám cưới.

## Thương vong
Trong số người chết có toàn bộ một gia đình, bao gồm bố mẹ và 6 đứa con có độ tuổi từ 3 đến 12; trong số này có 16 phụ nữ. Cô dâu và chú rể đều thiệt mạng. Cô dâu là Sevgi Celebi, con gái của cựu xã trưởng. Xe cứu thương được huy động để đưa các nạn nhân tới bệnh viện. Hàng trăm người thân của những người xấu số tập trung tại hiện trường, vài người tự nguyện hiến máu. 44 người thiệt mạng, trong đó chủ yếu là phụ nữ và trẻ em, 6 bị thương, cũng loại bỏ khả năng đây là vụ tấn công khủng bố. Trên bức tường nhà nơi vụ thảm sát diễn ra lỗ chỗ vết đạn, dính đầy máu; khăn choàng của phụ nữ vương vãi khắp nơi.

## Thủ phạm
Đến ngày 5/5, có tám nghi phạm bị giam vì bị bắt với vũ khí và danh tánh của họ không được công bố. Nguyên nhân vụ bắn giết được kết luận là do cừu thù giữa hai gia đình.

## Nguyên nhân
Những mối thù máu rất phổ biến ở khu vực phía đông nam Thổ Nhĩ Kỳ, nơi có đông người Kurd sinh sống và cũng là nơi nhiều truyền thống thời trung cổ còn tồn tại. Ngoài ra, tại khu vực này, tỉ lệ mù chữ rất cao và nhiều người coi súng là một phương tiện hợp pháp để giải quyết các mâu thuẫn cá nhân và để bảo vệ danh dự của bản thân. Sự thù địch giữa các gia đình có thể có nhiều nguyên nhân khác nhau như tranh chấp đất đai, nợ không trả, bắt cóc hoặc những cô dâu trốn theo những chú rể mà gia đình không đồng ý.
Khu vực xảy ra thảm kịch cũng là nơi các chiến binh của phong trào Đảng Công nhân Kurd ly khai (PKK) hoạt động tích cực. Lực lượng này đã phát động một chiến dịch đẫm máu trong suốt 24 năm trước đó để đòi tự trị. Nhiều người dân ở làng Bilge là thành viên của cái gọi là lực lượng bảo vệ làng – một đội quân du kích được chính phủ trang bị vũ khí để chống lại PKK.

### Hận thù dòng tộc
Những kẻ gây ra vụ thảm sát là người cùng dòng tộc với các nạn nhân, tức tối vì đã để mất cô dâu vào tay người khác. Các thành viên trong dòng tộc Celebi vốn đã tranh chấp với nhau về chuyện đất đai và chỗ làm trong đội bảo vệ làng. Cuộc trả thù đẫm máu diễn ra sau khi một chi của họ Celebi tức giận bởi người họ hàng của mình quyết định gả con gái cho một người của gia tộc khác. Chuyện hôn nhân ở miền đông nam Thổ Nhĩ Kỳ, nơi người ta dễ dàng mang súng thủ thân, thường là nguyên nhân châm ngòi cho những mối hằn thù giữa các dòng tộc. Ở đây, gia đình chú rể phải trả một khoản tiền cho nhà cô dâu mới mong cưới được vợ. Một cô dâu được nhiều người đến đặt giá, và ai "bỏ thầu" với giá cao nhất sẽ cưới được nàng.
"Tôi hổ thẹn vì đã ở đây, ở nơi tàn bạo này, trông có giống một thảm họa thiên nhiên không, cứ như là có động đất vậy", Mahmut Yildiz, 43 tuổi, nói. Vừa chỉ tay vào những ngôi mộ mới, ông vừa nói: "Tôi không biết làm thế nào có thể sống thanh thản được".

## Phản ứng
"Chúng nó hủy hoại chúng tôi. Tôi muốn chúng phải bị trừng phạt nặng nhất. Tôi muốn bắn vào nhà của những kẻ đã bắn giết trong nhà của tôi", Sultan Celebi, 75 tuổi, mất 4 đứa con, ba con dâu và một cháu, nói. Từ thủ đô Ankara, Thủ tướng Tayyip Erdogan phát biểu: "Không truyền thống nào có thể biện minh cho sự bắn giết này, không gì có thể bù đắp nỗi đau này". Mức độ nghiêm trọng của vụ thảm sát khiến chính phủ Thổ Nhĩ Kỳ lo lắng về quyên được mang súng của các thành viên đội bảo vệ làng xã ở miền đông nam. Đây là địa bàn của PKK, một tổ chức đòi độc lập cho người Kurd. Các bảo vệ viên làng xã hiện được quyền mang súng để có thể nhân danh chính quyền tiêu diệt các phần tử đòi ly khai và độc lập.